# Bukharà
|  | Per a altres significats, vegeu «Bukhara». |

Bukharà és una de les ciutats principals de l'Uzbekistan. És la capital de la regió de Bukharà (Buxoro Wiloyati, 39.400 km² i 1.536.424 hab. el 2005) i està situada a l'extrem occidental del gran oasi de Zeravsan. La majoria de la població de la ciutat (263.400 habitants segons l'estimació del 2009) són tadjiks de llengua persa. Juntament amb Samarcanda, són els centres principals de la cultura i la història persa tadjik; fou capital d'un kanat fins al 1920. Durant l'època soviètica, aquests dos centres foren annexats a la República Socialista Soviètica de l'Uzbekistan, a desgrat dels tadjiks de l'Àsia central. Des d'aleshores, les autoritats uzbekes han dut a terme un ambiciós i sever programa d'assimilació i confinament cultural dels tadjiks de l'Uzbekistan.
A Bukharà, també hi viuen un important nombre de jueus, els avantpassats dels quals es van instal·lar a la ciutat durant l'època romana. Precisament el terme "jueu de Bukharà" és usat sovint per a descriure tots els jueus provinents de l'Àsia central.

## Llocs d'interès
El centre històric de Bukharà ha estat classificat per la UNESCO com a Patrimoni Mundial de la Humanitat. Conté un gran nombre de mesquites i madrasses. A la plaça central, hi ha una estàtua del savi i filòsof del poble Nasreddín, muntat del revés dalt del seu ase i agafant-li la cua, tal com es representa tradicionalment.

## Història

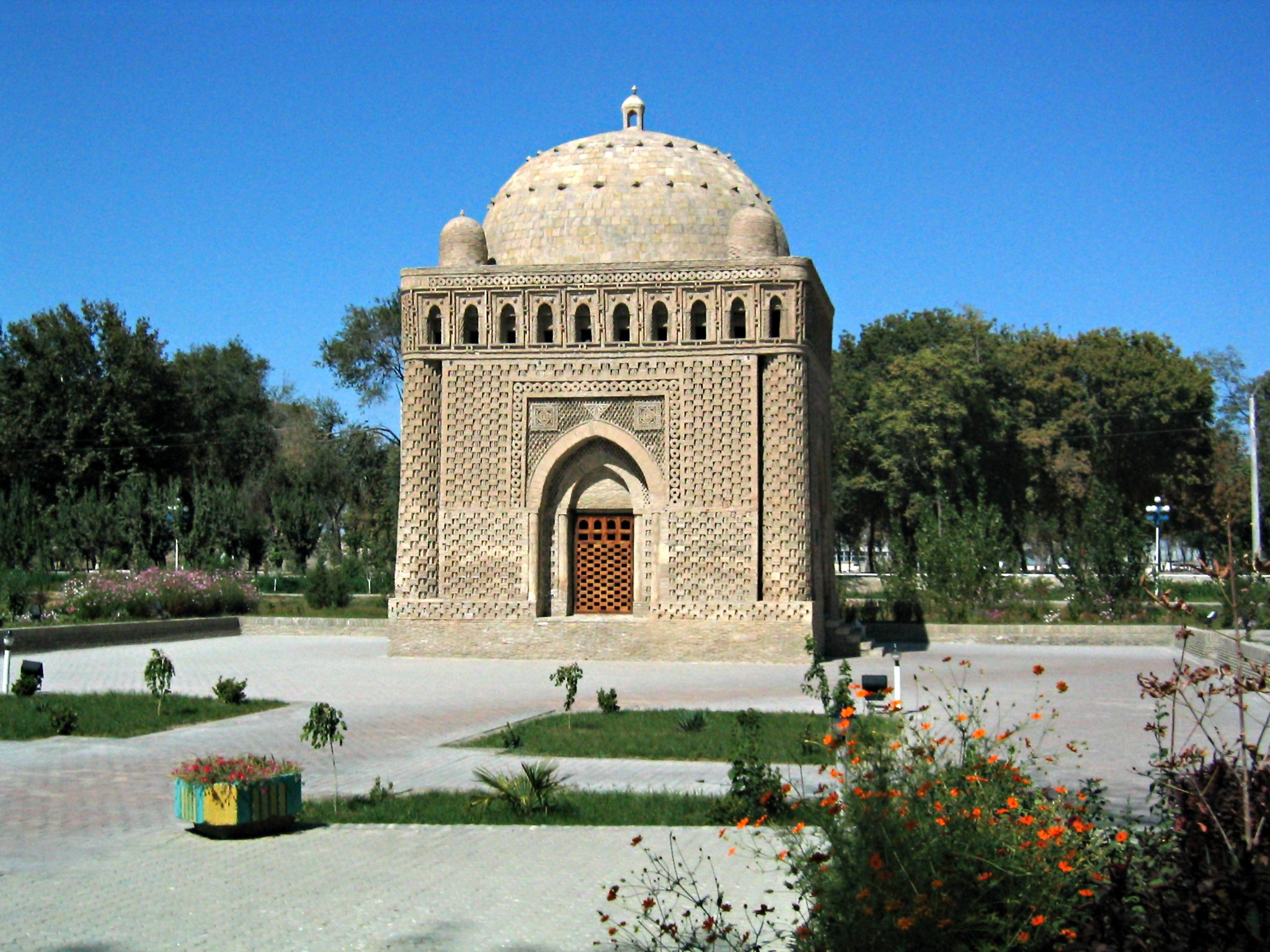
Mausoleu samànida

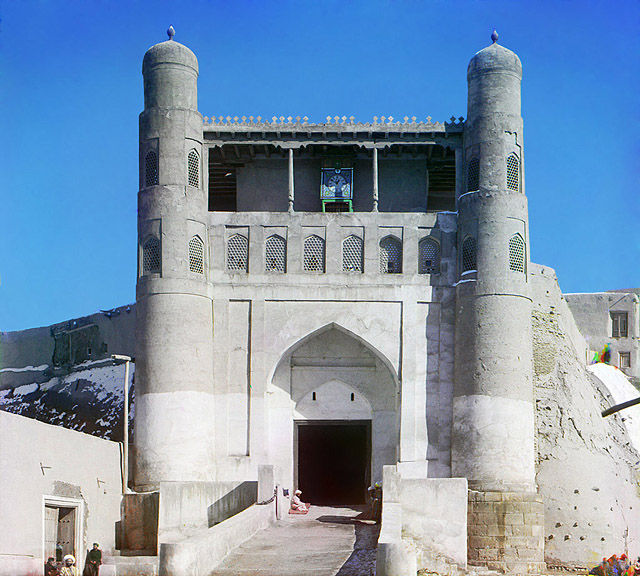
Entrada a la fortalesa d'Arq

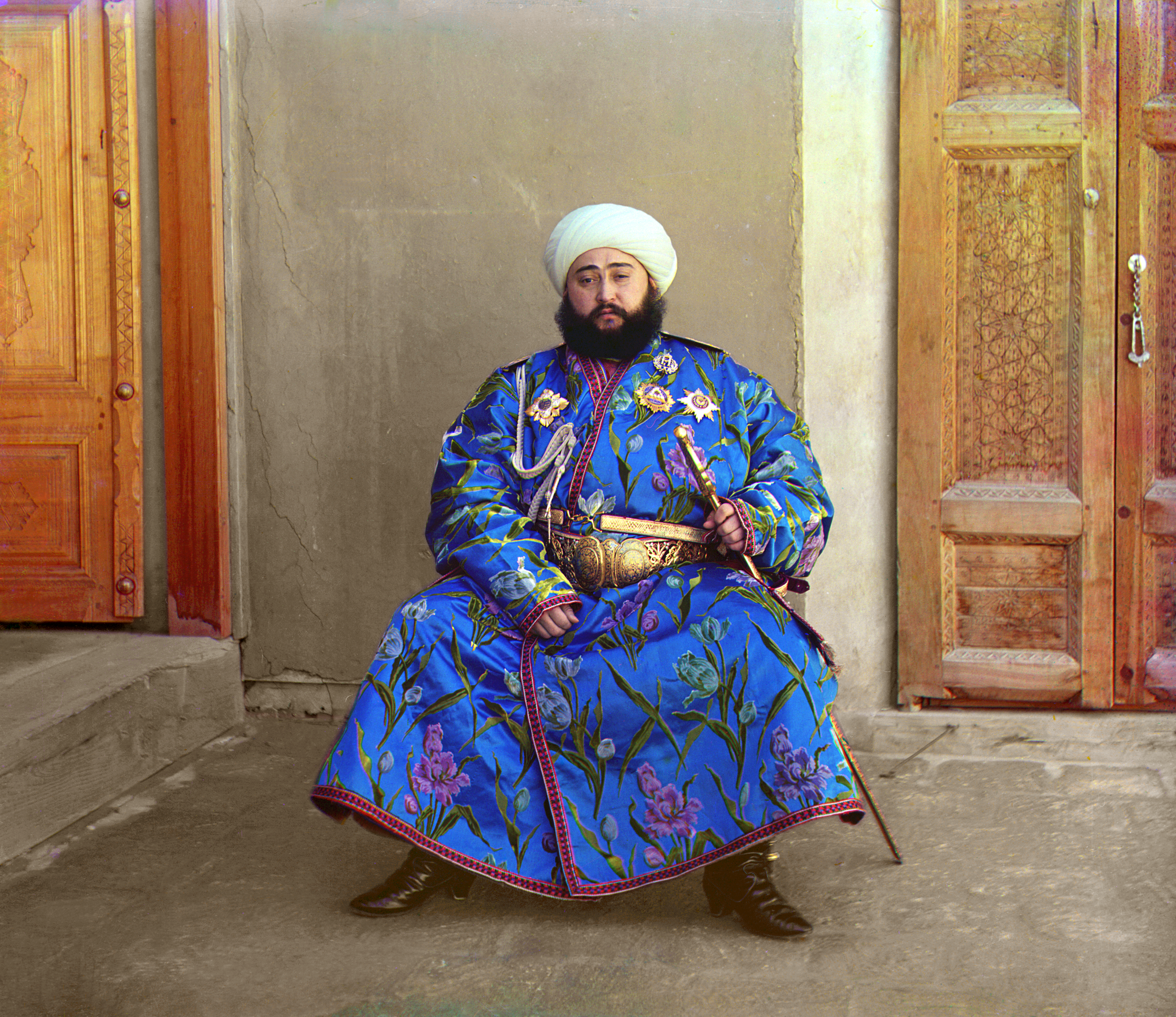
Saïd Alim Khan, darrer emir de Bukharà, fotografia en color de Prokudin-Gorski (1911)

Bukharà ha estat, històricament, un dels centres principals de la civilització iraniana. La seva arquitectura i les restes arqueològiques formen un dels pilars de la història i l'art dels perses. La regió de Bukharà, durant un llarg període, va formar part de l'Imperi persa. L'origen dels seus habitants es remunta a l'època de la immigració ària a la regió. Els perses sogdians van habitar l'àrea i alguns segles més tard el persa va esdevenir la llengua dominant entre ells.
El nom de Bukharà apareix esmentat per primer cop en fonts xineses al segle vii, però el nom, tal com apareix en algunes monedes, demostra que es tracta d'una denominació molt anterior, ja que deriva del sànscrit vihara (monestir). Segurament fou una comuna rural sorgida a l'entorn d'un monestir, que va anar pujant de nivell. Al segle vii, estava governada per una dinastia local coneguda com els Bukhar Khudat pels musulmans. S'hi parlava un dialecte del sogdià. Alguns noms dels reis es coneixen per monedes o inscripcions, però la seva història només es comença a conèixer en època musulmana.
La primera expedició àrab més enllà de l'Oxus, dirigida per Ubayd-Al·lah ibn Ziyad, va arribar a Bukharà el 674. En aquest moment, governava a Bukharà Kabaj Khatin, vídua d'un rei mort poc abans, de nom Bidun o Bandun, d'origen turc, com a regent d'un fill menor de nom Tughshada; la regència va durar 15 anys. El 710, Turghshada, ja major, fou instal·lat al tron de Bukharà per Qutayba ibn Múslim, després de derrotar els rivals. Tusghshada fou assassinat a l'agost o setembre del 739, al campament del governador àrab del Khorasan, Nasr ibn Sayyar. Durant el seu regnat, es van produir diverses revoltes contra els àrabs i alguna invasió dels turcs que, una de les vegades, el 728-729, van arribar a ocupar la ciutat, reconquerida pels àrabs l'any següent.
A Tughshada, el va succeir el seu fill Qutayba, que fou un bon musulmà. El 750, l'àrab Xarik ibn Xaykh provocà una revolta local contra la nova dinastia abbàssida, revolta que fou dominada per Ziyad ibn Sàlih, lloctinent d'Abu-Múslim, amb l'ajut de Qutayba. Poc després, aquest fou acusat d'haver abandonat la religió islàmica i fou executat per ordre d'Abu-Múslim. El va succeir el seu germà Bunyat (potser entremig va regnar un parell d'anys un altre germà, de nom Skan o similar), que fou també executat el 782 per ordre del califa, acusat de ser partidari de l'heretgia d'al-Mukanna. A partir d'aquell moment, la figura del rei (Bukhar Khudat) va continuar existint però sense poder, gaudint d'influència únicament per les seves grans propietats.
El Bukhar Khudat fou eliminat pel governador samànida Ismaïl (I) ibn Àhmad (885-892), després governador de Transoxiana (892-907). Les seves possessions foren confiscades, però de moment el rei deposat rebé en diners les mateixes rendes que abans obtenia de les terres que havia perdut, si bé aquesta situació no se sap quant de temps va durar. L'emir o governador de Bukharà depenia de l'emir o governador de Khorasan, amb capital a Merv (segle viii) i a Nixapur (segle ix). Fins al 873, Bukharà estava administrada per un governador nomenat pels tahírides del Khorasan, i després passà als samànides. Yakub ibn al-Layth fou reconegut a Bukharà per un temps breu com a governador de Khorasan, però el clergat local demanà al samànida Nasr I ibn Ahmad, governador de Transoxiana amb seu a Samarcanda, de nomenar un governador particular i Nasr designà el seu germà Ismaïl ibn Àhmad (885-892). El 892, quan tota Transoxiana va passar a Ismaïl, aquest va restar a Bukharà, que fou la seu del seu govern. Quan el 900 derrotà Amr I ibn al-Layth i fou confirmat pel califa com a governador de Khorasan, Bukharà fou igualment la seva residència.
A la caiguda dels samànides (999), la ciutat fou governada per delegats de l'Ilek Khan dels karakhànides. Al segle xii, una família de savis coneguda amb el nom d'Al-i Burhan (burhànides) aconseguí establir-hi una mena de jerarquia local, i la zona va esdevenir independent per un temps sota la seva autoritat. Després de la batalla de Katwan (9 de setembre de 1141), Bukharà va caure en mans dels kara khitay, però els Burhan van conservar el poder local com a feudataris dirigits pel cap de família, el sadr (plural sudur). Una revolta popular expulsà els burhànides, que es van refugiar a la cort kara khitay. Bukharà es lliurà el mateix any a Alà-ad-Din Muhàmmad.
El 10 de febrer del 1220, Bukharà es va sotmetre a l'exèrcit mongol de Genguis Kan. Els mongols hi van entrar a les poques hores, la van saquejar i cremar, excepte la gran mesquita i alguns palaus; però se'n recuperà aviat. Una revolta de camperols dirigida per Mahmud Tarabi, que a més de líder social es declarava cap religiós, fou reprimida el 1238. Sota els mongols, els mul·làs i sàyyids foren exceptuats d'imposts, igual que els clergues d'altres religions.
El 28 de gener del 1273, la ciutat fou ocupada per l'exèrcit de l'Il-khan Abaka i quedà destruïda i despoblada; fou reconstruïda però assolada altre cop entre el 10 de setembre i el 18 d'octubre de 1316 pels mongols i perses aliats al kan de Txagatai, Yasawur. Després del domini txagatai, va seguir el dels timúrides (1370).
Els timúrides la van dominar fins al 1500, però no van jugar cap paper rellevant dins la dinastia. L'estiu del 1500, fou capturada per Abu l-Fath Muhammad Shibani Khan (1500-1510), kan dels uzbeks. Dominada alguns moments per la branca de Samarcanda (1510-1531 i 1552-1557), restà un kanat uzbek que existí fins a la Revolució russa, tret d'una breu ocupació persa en temps de Nadir Shah (1740-1747).
La dinastia uzbeka local, una branca dels uzbeks, fou anomenada djànides o astrakhànides (també ashtarkhànides). El cim d'aquest període fou sota el kan Abd al-Aziz (1645-1680); després, diversos prínceps es van fer semiindependents i els atalik van governar-hi en lloc del kan, amb plens poder després del 1747, quan s'acabà l'ocupació persa, i hi van fundar la dinastia Mangit.
Muhammad Rahim (1747-1758) prengué el títol de kan, però el seu successor Daniyal o Daniyar Beg (1758-1785) s'acontentà amb el d'atalik i deixà com a kan un descendent dels djànides, fins que finalment el següent atalik, Masum Shah Murad (1785-1800), agafà definitivament el títol de kan vers 1789. El seu successor, Haidar Tura Khan (1800-1826), imposà l'observança estricta de les prescripcions religioses i fou el darrer sobirà que va emetre moneda (excepte el darrer kan). Després de dos breus regnats, pujà al tron Nasr Allah Bahadur Khan el Butxí (1827-1860), que va reforçar el poder del tron contra els nobles, va estendre els seus dominis i creà un exèrcit regular; fou considerat un tirà sanguinari. El 1842, va conquerir Khokand, però només temporalment. El 1860, pujà al tron Muzàffar al-Din Bahadur Khan (1860-1886) que, el 1868, derrotat diverses vegades pels russos, va haver de cedir la vall del Sirdarià, que els russos ja havien ocupat, i diversos districtes del kanat amb les ciutats de Djizak, Ura-tube, Samarcanda i Katta Kurghan; el 1873, va adquirir diversos territoris occidentals arrabassats al Kanat de Khivà. Sota Sayyid Abd al-Ahad Khan (1886-1910), es fixà la frontera amb l'Afganistan, amb el riu Pandj com a límit; també es va definir el protectorat rus; es va construir una via fèrria amb estació a Kagan, a uns 16 km de Bukharà. El 1910, el fill d'Abd al-Ahad, Sayyid Alim Khan (1910-1920), que havia estudiat a Sant Petersburg, va pujar al tron.
El 1916, la zona veïna de les Estepes es revoltà contra el reclutament forçós al Turquestan (el govern del Turquestan comprenia el Kirguizstan, el Tadjikistan i l'Uzbekistan, amb els dos kanats de Bukharà i Khivà) i les tropes russes la van aplanar amb sang, cosa que deixà molt d'odi a les poblacions locals, fins i tot en territoris com Bukharà, que no van participar en la revolta. El juny de 1916, al congrés de les Nacionalitats de Lausana, un representant de Bukharà va reclamar la independència.
L'abril de 1917, Bukharà es proclamà independent i, després de la Revolució bolxevic, el govern de Moscou renuncià al protectorat el 18 de març de 1918. El febrer de 1920, les forces bolxevics van arribar al kanat i, amb aquest suport, un partit local (el Partit de la Jove Bukhària) va poder prendre el poder. El kan (o emir) fugí a l'Afganistan i a Bukharà es formà un govern provisional liderat per Othman Khodja, líder reformista. A l'agost, s'hi establí un nou govern que va proclamar la república (2 de setembre de 1920) i Othman Khodja en fou elegit president el mateix dia, amb un govern de coalició de liberals i bolxevics. A l'octubre de 1920, se'n promulgà la constitució, que establí la República Popular de Bukharà. El kan, des de l'Afganistan, va fer una crida a la resistència i una part del país continuà sent-li fidel, sobretot el governador d'Hissar, Ibrahim Beg. Les tribus rebels formaran més tard el nucli inicial dels basmatxis. Els reformistes es van veure impotents per realitzar el seu programa, ja que depenien d'una administració conservadora que desitjava mantenir les tradicions socials i religioses, i això els va acostar cada vegada més als bolxevics.
El 23 de setembre de 1921, se'n promulgà una nova constitució. El 1922, el Partit Comunista de Bukharà s'afilià al Partit Comunista de la Unió Soviètica. Es va tornar a promulgar una nova constitució el 18 d'agost de 1922. El juny de 1923, Stalin acusà el govern local de reaccionari i va procedir-hi a una purga; els membres nacionalistes del govern foren arrestats. L'11 d'octubre de 1923, el Kurultay (l'Assemblea General) va adoptar l'acord d'establir una bandera del tot vermella amb les inicials de la república daurades. Els caràcters ciríl·lics van substituir-ne els aràbics, que s'utilitzaren fins al 1923.
El setembre del 1924, el quart Kurultay adoptà l'acord unànime de transformar la República Popular Socialista en una República Soviètica Socialista, i demanà l'ingrés a la Unió Soviètica. La República es va convertir així en una de les repúbliques de la Unió, però al cap de pocs mesos les repúbliques de l'Àsia central foren dissoltes i redistribuïdes sota criteris ètnics i Bukharà va desaparèixer per a passar a formar part de la República Socialista Soviètica de l'Uzbekistan.